# Playdate with Destiny
Playdate with Destiny è un cortometraggio d'animazione statunitense del 2020 basato sulla serie animata I Simpson. Il corto si concentra su Maggie Simpson.
Il film è stato presentato in anteprima il 29 febbraio 2020, assieme alle proiezioni anticipate di Onward - Oltre la magia, con il suo lancio generale il 6 marzo 2020. È la terza uscita cinematografica dei Simpson, dopo I Simpson - Il film (2007) e The Longest Daycare (2012). Dal 10 aprile 2020 il cortometraggio è disponibile su Disney+.

## Trama
Maggie Simpson viene portata al parco da Marge. Qui la piccola sta per essere schiacciata da un altro bambino più paffuto che sta scendendo dallo scivolo proprio addosso lei, ma viene salvata da Hudson, un altro neonato col ciuffo biondo di cui Maggie si innamora all’istante. I due passano molto tempo assieme quella giornata e Maggie non fa altro che immaginarsi come sarebbe la sua vita con lui, viaggiando con la mente; prima di salutarsi, lei gli regala il fiocco azzurro che ha nei capelli. La notte Maggie fa un sogno dove qualsiasi cosa della sua stanza assume le sembianze di Hudson. Il giorno seguente la piccola si prepara per un altro appuntamento con il suo innamorato e scalpita per tornare al parco, ma questa volta è Homer a prendersi cura di Maggie che la porta in un altro parco con pista da skateboard nelle vicinanze di una bancarella di taco, il Taco Malo, di cui Homer va matto. Maggie nota Hudson nel parco adiacente al suo, ma non riesce ad attirare la sua attenzione perché Homer la riporta a casa. La notte stessa, Maggie è depressa ed affoga i suoi pensieri in un biberon di latte, triste per non aver visto Hudson.
L’indomani è nuovamente Homer a prendersi cura della piccola che, infastidita, prende il volante della macchina mentre alla guida c’è il padre e si dirige in tutta fretta nel suo parco preferito, dove incontró Hudson. Maggie scorge il bambino che sta salendo su un trenino e lo insegue, con qualche difficoltà. Quando Hudson, ormai sul treno già in movimento, vede Maggie avvicinarsi, le allunga il suo fiocco azzurro che le aveva regalato qualche giorno prima, ma lei non riesce a raggiungerlo e rimane sulla banchina mentre osserva il suo innamorato andarsene via. Il treno, che corre su un binario circolare chiuso, gira intorno alla stazione di partenza e Maggie riesce a salirci a bordo, ritrovandosi sul cacciapietre di esso con Hudson. I due, alla fine, si scambiano i propri ciucci (al posto di un bacio).

## Produzione
La trama di Playdate with Destiny è stata proposta dagli scrittori de I Simpson Tom Gammill e Max Pross come parte della stagione 31, episodio 18 L'incredibile leggerezza dell'essere un bebè. Quando iniziarono a lavorare sull'episodio, il produttore esecutivo Jim Brooks suggerì di usare la trama per realizzare un cortometraggio.
Dopo l'acquisto della 21st Century Fox da parte della Disney, lo staff de I Simpson ha inviato Playdate with Destiny a Bob Iger e allo staff della Disney. Secondo Al Jean, hanno chiesto "Possiamo, per favore, andare davanti a un film della Pixar?" Una volta approvato, hanno chiesto di essere mostrato con "qualcosa che è compatibile"; lo staff è andato in "estasi" quando sarebbe stato offerto con Onward - Oltre la magia.

## Distribuzione
Playdate con Destiny è stato annunciato per la prima volta al pubblico sul profilo ufficiale di Instagram della serie il 27 febbraio 2020. È stato annunciato che il cortometraggio sarebbe stato proiettato nelle sale statunitensi prima del film Onward - Oltre la magia, a partire dal 6 marzo 2020. L'acquisizione della Disney della 20th Century Studios si nota nell'introduzione del cortometraggio che mostra una sagoma di Topolino prima di passare a Homer Simpson con due ciambelle. Allo stesso modo, il logo di Gracie Films visto alla fine del cortometraggio sostituisce uno dei clienti con Topolino. È stato pubblicato sul servizio di streaming Disney+ il 10 aprile 2020.

## Seguito
L'episodio de I Simpson L'incredibile leggerezza dell'essere un bebè (The Incredible Lightness of Being a Baby) è stato descritto come "un'estensione" e "un sequel", e che Hudson sarebbe riapparso.
Un altro cortometraggio con Maggie Simpson protagonista intitolato è chiamato Maggie Simpson in "Il risveglio della forza dopo il riposino" (The Force Awakens from Its Nap) è uscito su Disney+ il 4 maggio 2021, allo Star Wars Day. È il primo di una serie di cortometraggi con Maggie, che si incrociano con altri franchise su Disney+, per tutto il 2021.